# ヤマトグサ属
ヤマトグサ属（学名: Theligonum L.）は、アカネ科に分類される植物の属の一つ。4種が東アジアとヨーロッパに隔離分布する。小型の草本で、葉は対生し、見かけはハコベに似る。雌雄同株で、葉腋に単性の花がつく。花被は1種類で、雌花は花被が合生する。雄花は花被が4枚ほどに分かれ、長い雄蕊が多数垂れ下がる。
かつては単型のヤマトグサ科（学名: Theligonaceae）に分類され、フトモモ目などに入れる考えもあったが、アカネ科に近縁と考えられるようになり、新しいAPG植物分類体系ではアカネ亜科に分類されている。

## 種
次の4種が認められている。
- Theligonum cynocrambe L. - タイプ種。カナリア諸島、地中海地域からイラン北西部にかけて分布。
- Theligonum formosanum Ohwi & T.S.Liu（繁体字中国語: 台灣纖花草）- 台湾西部にのみ見られる。
- Theligonum japonicum Ôkubo & Makino ヤマトグサ（大和草）- 中国（安徽省、浙江省、陝西省）、日本中部および南部に分布。牧野富太郎が発見し、日本人として初の新種報告であることからこの和名をつけた。
- Theligonum macranthum Franch.（中: 假繁缕）- 中国（湖北省西部、四川省、浙江省）に分布。